# Rhodoecia illitterata
Rhodoecia illitterata är en fjärilsart som beskrevs av Augustus Radcliffe Grote 1874. Rhodoecia illitterata ingår i släktet Rhodoecia och familjen nattflyn. Inga underarter finns listade.